# コトドリ属

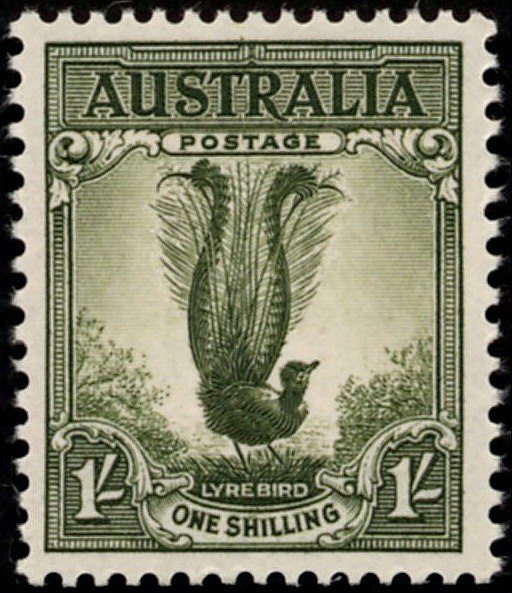
オーストラリアの切手に描かれたコトドリ

コトドリ属（コトドリぞく、学名  Menura）はコトドリ上科コトドリ科 Menuridae に属する鳥の属の一つ。コトドリ科は単型である。

## 特徴
いずれもオーストラリア固有種。ビクトリア州、ニューサウスウェールズ州、クイーンズランド州、タスマニアなどの熱帯雨林に生息する。
独特の美しい尾羽を持ち、様々な声でさえずる。他の鳥の鳴きまねのほか、人工の機械音等もまねる。

## 下位分類
- Menura alberti, Albert’s Lyrebird, アルバートコトドリ
- Menura novaehollandiae, Superb Lyrebird, コトドリ

## 位置づけ
コトドリ科はクサムラドリ科と共に、スズメ亜目の中で最初に分岐したコトドリ上科を構成する。コトドリ上科は以前はコトドリ亜目 Menurae として独立した亜目とすることもあった。
Sibley分類では、コトドリ上科コトドリ科（コトドリ上科に相当）コトドリ亜科 Menurinae に相当する。Sibleyのコトドリ上科は他にキノボリ科とニワシドリ科を含んだが、それらとは特に近縁ではない。